# Marjane Group
Ne doit pas être confondu avec El Mordjene.
Pour les articles homonymes, voir Marjane.
Marjane Group est un groupe marocain du secteur de la grande distribution propriétaire des hypermarchés Marjane et supermarchés Marjane Market. Fondé en 1990, Marjane devient progressivement la plus grande entreprise de distribution du Maroc.
Son actionnaire majoritaire est la holding Al Mada. Son siège se trouve à Casablanca. En 2024, le groupe annonce compter 130 magasins dans 30 villes,.

## Histoire
En 1990, l'homme d'affaires Mehdi Bahraoui lance Marjane. Il ouvre le premier hypermarché à Rabat, en s’appuyant sur l'aide du cabinet Prisunic et un architecte spécialisé dans l’aménagement des grandes surfaces.
En 1992, il vend son entreprise à l’ONA.  
En 1993, Marjane ouvre un second hypermarché à Casablanca. 
En août 1994, l’ONA signe un accord de partenariat et de franchise avec le groupe Promodès. Cet accord vise à apporter à l’ONA assistance commerciale et managériale pour le développement de ses activités de distribution.
En 1998, un troisième hypermarché est ouvert au Twin Center de Casablanca. Moins grand que les deux précédents, ce nouvel hypermarché occupe une surface de 2 400 m2. Le magasin est lancé comme un « site-pilote » avec pour objectif de toucher la clientèle du centre-ville.
En 2000, un second Marjane ouvre ses portes à Rabat. Il s’agit du Marjane-Hay Riad d’une surface de 11,2 ha.
En 2005, Marjane ouvre son 11e hypermarché à Meknès. Le Ministre de l’Habitat et de l’urbanisme, M. Ahmed Taoufik Hjira ainsi que le Wali de la région Meknès-Tafilalet ont inauguré l’ouverture.
En 2007, à la suite d’un commun accord, le groupe français Auchan cède ses parts dans Marjane à l’ONA, son associé. L’ONA détient ainsi la totalité du capital. Leur coopération sera maintenue pendant une certaine durée en matière d’approvisionnement notamment.
En 2011, Marjane fait construire un entrepôt de 25 000 m2 en périphérie de Casablanca, et c’est le groupe français GSE qui sera mis à contribution pour les travaux dans l’objectif de rationaliser l’approvisionnement des différents points de vente.  
En 2012, dans le cadre de sa stratégie d’expansion triennale, Marjane annonce un investissement de 4,8 milliards de dirhams et la création de nouveaux points de vente et leur innovation.
En 2014, l'enseigne Marjane a pris la décision de supprimer l'alcool des rayons de ses supermarchés.
En janvier 2015, Marjane propose une nouvelle enseigne de distribution dans le secteur du Hard Discount, Xpress. Les concepts de proximité et de prix abordables y sont mis en avant.
En décembre 2015, Ayoub Azami est nommé PDG de Marjane.
En 2016, Marjane lance son premier centre commercial à Casablanca : le Tachfine Center, d’une superficie de 19 000 m2. Le montant de l’investissement est estimé à 550 millions de dirhams.
En 2019, Marjane lance le plan de transformation de sa filiale Acima en « Marjane Market » .
En 2023, Marjane ouvre son premier Marjane City, une ligne de petits supermarchés de proximité, à Rabat .
En 2024, le groupe annonce compter 130 magasins dans 30 villes .